# Chromis ovalis
Espèce
Chromis ovalis est une espèce de poissons de la famille des Pomacentridae.